# Dicker Max
Dicker Max (Толстый Макс; полное название — 10.5cm K18 auf Panzer-Selbsfahrlafette IVa) — прототип немецкого самоходного противотанкового орудия времен Второй мировой войны.
Хотя самоходное орудие изначально разрабатывалось как «разрушитель бункеров» (нем. Schartenbrecher) для использования против укреплений Линии Мажино во Франции, предполагалось также использовать его как истребитель танков.

## Разработка
Орудие было предназначено для разрушения бункеров и укреплений с расстояния, превышающего радиус ответного огня из укреплений. Разработка была поручена фирме Круппа в 1939 году. После завоевания Франции было принято решение использовать «Dicker Max» также в качестве тяжелого противотанкового орудия. Постройка двух прототипов была завершена в январе 1941 года. Серийное производство предполагалось начать весной 1942 года, при условии успешного прохождения полевых испытаний.

## Описание
Самоходное орудие 10.5 cm K (gp.Sfl.) было построено на основе модифицированного шасси Pzkpfw IV Ausf. E, с которого сняли башню и установили открытую рубку.
Лоб рубки был бронирован 50 мм плитой, наклонённой на 15° от вертикали, борта рубки имели толщину брони 20 мм. Любопытной особенностью были бронированные отделения, расположенные в задней части рубки, защищающие экипаж от обстрела с воздуха. Также было запроектировано «поддельное» водительское отделение на правой стороне самоходного орудия, которое соответствовало реальному, находившемуся слева.
Обычно боекомплект состоял из 26 снарядов для пушки, которые были расположены в тонкобронированных коробах в рубке. Хотя орудие предназначено для поражения вражеской бронетехники, пушка могла наводиться только на 8° в обе стороны по горизонтали, а по вертикали — от −15° до +10°. На пушку установлен дульный тормоз для уменьшения отдачи при стрельбе. При движении пушку закрепляли приспособлением, смонтированным в передней части корпуса.
Для самообороны экипаж имел три 9 мм пистолета-пулемёта и 576 патронов. Стрелок использовал панорамный прицел Selbstfahrlafetten-Zielfernrohr (Sfl.Z.F.), бинокулярный перископ Turmspähfernrohr (T.S.F.) использовался командиром орудия, также имелись поворотные прицелы Scherenfernrohr.
В течение разработки самоходное орудие проходило под названием 10 cm K. (Panzer Selbstfahrlafette IVa), но 13 августа 1941 года переименовано в 10.5 cm K (gp.Sfl.). Позже за ним закрепилось разговорное название Dicker Max («Толстый Макс»).
В прототипах 12-цилиндровый двигатель Maybach HL120, стоявший на Panzerkampfwagen IV, заменен на более легкий 6-цилиндровый HL66P. При массовом производстве предполагалось использовать подвеску и ходовую часть от Panzerkampfwagen III для увеличения маневренности.

## Боевое применение
Для боевых испытаний два построенных прототипа направлены в 521-й противотанковый батальон. Один из них случайно загорелся и полностью разрушен от детонации снарядов, но другой действовал успешно вплоть до конца 1941 года. В первой половине 1942 года он реконструирован и затем возвращен в 521-й батальон для участия в летнем наступлении на СССР. В отчетах по батальону за ноябрь-декабрь 1942 года о его состоянии ничего не сообщалось. Однако недавно появилась фотография поврежденного Pz.Sfl.IVa с именем собственным "Brummbar".
Захвачен советскими войсками в окрестностях Сталинграда. Машина имеет на себе след от попадания в лобовую часть корпуса, которое, судя по всему, вывело из строя трансмиссию. Впоследствии пробоину заделали, а машину восстановили. После этого она, судя по всему, даже успела повоевать. В этом свете крайне удивительным выглядит тот факт, что никакой информации о 10.5 cm K (gp.Sfl.) в документах главного автобронетанкового управления Красной армии за 1943 год нет. Похоже, что трофейные команды не заинтересовались брошенной в степи уникальной машиной, и после окончания боевых действий её просто сдали в металлолом.
В отчете от 26 июля 1941 году сообщалось:

«Это самоходное орудие не является достаточно маневренным для применения в составе передовых отрядов. Ограниченные углы наводки орудия вынуждают разворачивать всю установку, чтобы прицелиться. Это требует большого количества времени, особенно если наводка производится неоднократно или в условиях бездорожья, из-за большой массы установки и маломощного двигателя. Кроме того, расположение брони — только лоб рубки имеет толщину 50 мм, борта и корма защищены гораздо меньше — делает орудие пригодным только для лобовых сражений. Установка легко поражается с фланга и тыла.
…
Орудие оказалось пригодно для поддержки пехоты, стреляя из открытой позиции прямой наводкой. Наши собственные выстрелы невозможно наблюдать самостоятельно из-за больших облаков пыли, поднимаемых орудием при стрельбе. Необходимо установить наблюдательный пост в стороне, со стрелком, имеющим связь с командой орудия. Из-за большого размера, недостаточной мобильности и большого облака пыли, поднимаемого при стрельбе, в дальнейшем орудие будет стрелять только фугасными боеприпасами с закрытых позиций.
…
До сих пор орудие применялось по прямому назначению — для разрушения бетонных укреплений прямой наводкой, а также против тяжелых танков совместно с другими противотанковыми орудиями. Его высокие бронебойные качества как раз подходят для этого.
…
С двигателем и трансмиссией не произошло ничего серьёзного. Тормозная система перегружена.»

## В массовой культуре
Dicker Max ограниченно представлен в стендовом моделизме. Сборные пластиковые модели-копии Dicker Max в масштабе 1:35 выпускаются фирмами Драгон (Китай) и Трумпетер (Китай). Так же ПТ-САУ представлена в ММО World of Tanks, World of Tanks Blitz (На Лесте премиум танк 6 уровня, на Варгейминге с апреля 2024 года коллекционная,до апреля 2024 года премиум танк) Enlisted и War Thunder, а также в War Thunder Mobile.